# Тайнен (Техас)
Тайнен (англ. Tynan) — переписна місцевість (CDP) в США, в окрузі Бі штату Техас. Населення — 254 особи (2020).

## Географія
Тайнен розташований за координатами 28°10′15″ пн. ш. 97°44′57″ зх. д. / 28.17083° пн. ш. 97.74917° зх. д. (28.170753, -97.749176).  За даними Бюро перепису населення США в 2010 році переписна місцевість мала площу 8,96 км², уся площа — суходіл.

## Демографія
Згідно з переписом 2010 року, у переписній місцевості мешкало 278 осіб у 91 домогосподарстві у складі 66 родин. Густота населення становила 31 особа/км².  Було 111 помешкання (12/км²).
Расовий склад населення:
| - 79,5 % — білих - 17,6 % — осіб інших рас |

До двох чи більше рас належало 2,9 %. Частка іспаномовних становила 74,8 % від усіх жителів.
За віковим діапазоном населення розподілялося таким чином: 29,1 % — особи молодші 18 років, 59,4 % — особи у віці 18—64 років, 11,5 % — особи у віці 65 років та старші. Медіана віку мешканця становила 37,4 року. На 100 осіб жіночої статі у переписній місцевості припадало 98,6 чоловіків;  на 100 жінок у віці від 18 років та старших — 97,0 чоловіків також старших 18 років.
Середній дохід на одне домашнє господарство  становив 56 259 доларів США (медіана — 33 750), а середній дохід на одну сім'ю — 68 903 долари (медіана — 44 773). За межею бідності перебувало 19,0 % осіб, у тому числі 0,0 % дітей у віці до 18 років та 10,6 % осіб у віці 65 років та старших.
Цивільне працевлаштоване населення становило 89 осіб. Основні галузі зайнятості: роздрібна торгівля — 16,9 %, публічна адміністрація — 12,4 %, науковці, спеціалісти, менеджери — 9,0 %, будівництво — 9,0 %.